# Dorfkirche Rosenhagen

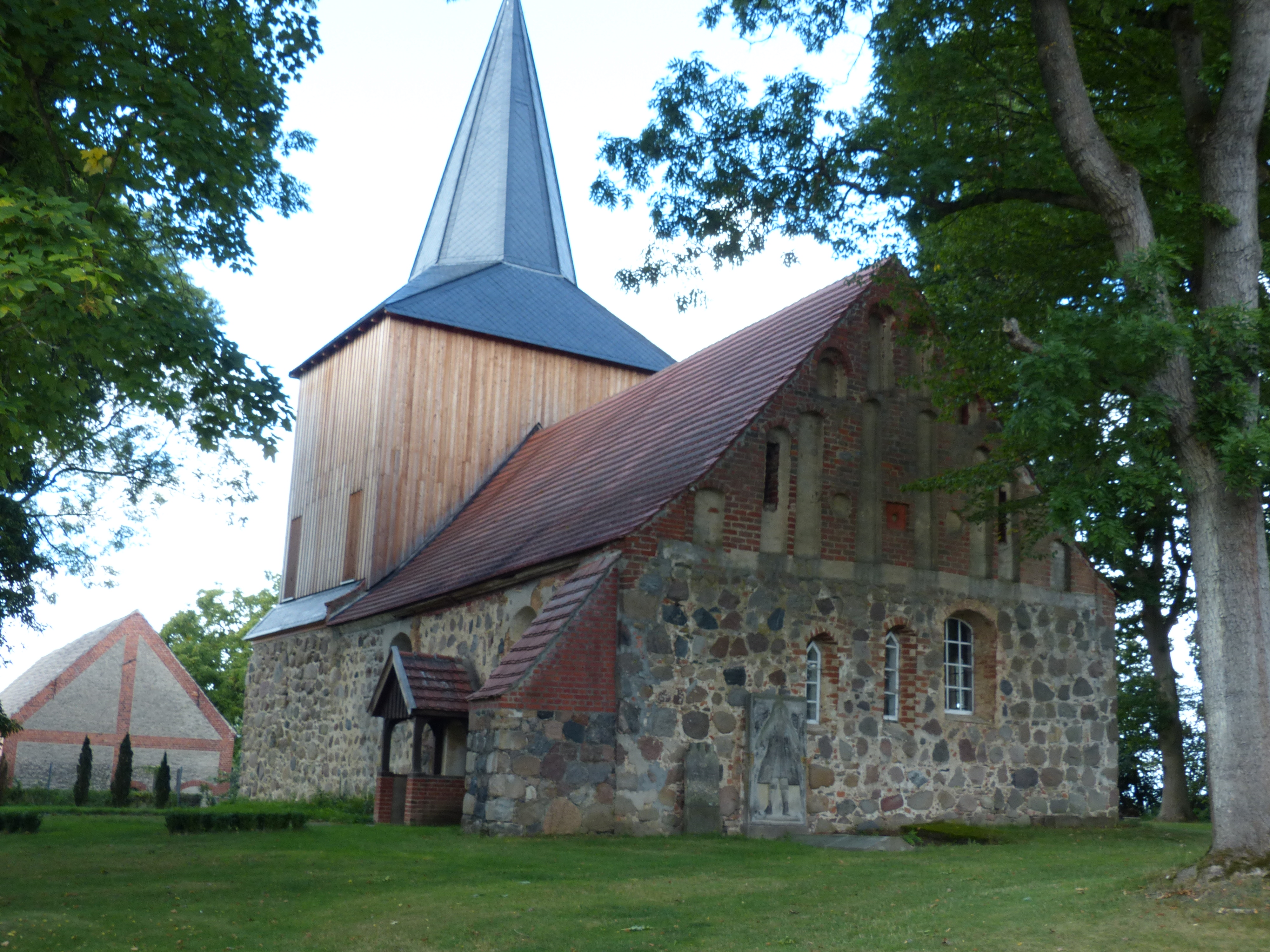
Dorfkirche Rosenhagen

Die evangelische, denkmalgeschützte Dorfkirche Rosenhagen steht in Rosenhagen, einem Ortsteil der Stadt Perleberg im Landkreis Prignitz von Brandenburg. Die Kirche gehört zum Kirchenkreis Prignitz der Evangelischen Kirche Berlin-Brandenburg-schlesische Oberlausitz.

## Beschreibung
Die Feldsteinkirche wurde in der zweiten Hälfte des 14. Jahrhunderts erbaut. Der am Anfang des 16. Jahrhunderts aus Feldsteinen errichtete Kirchturm im Westen wurde in den 1970er Jahren bis auf das Erdgeschoss  abgetragen. Die beiden Kirchenglocken hängen nun einige Meter von der Kirche abgesetzt in einem überdachten Glockenstuhl. Das Erdgeschoss des Kirchturms wurde später mit holzverkleideten Geschossen aufgestockt und mit einem schiefergedeckten, achtseitigen Knickhelm bedeckt. In der Ostwand des mit einem Satteldach bedeckten Langhauses sind zwei Fenster der gestaffelten Dreifenstergruppe erhalten. Der aus Backsteinen gebaute Giebel darüber ist mit Blenden verziert.
Zur Kirchenausstattung gehört ein hölzerner Kanzelaltar aus dem 18. Jahrhundert. Die Orgel auf der Empore im Westen wurde 1908 von den Gebrüdern Rohlfing gebaut.